# Djurstadträsk
Djurstadträsk este o arie protejată (arie specială de conservare — SAC, sit de importanță comunitară — SCI, arie de protecție specială avifaunistică — SPA) din Suedia întinsă pe o suprafață de 87,1 ha, integral pe uscat.

## Localizare
Centrul sitului Djurstadträsk este situat la coordonatele 56°58′02″N 16°51′32″E / 56.9672°N 16.8588°E.

## Înființare
Situl Djurstadträsk a fost declarat arie de protecție specială avifaunistică în martie 1996 pentru a proteja 1 specie de plante și 4 specii de animale. Alte tipuri de protecție:
- sit de importanță comunitară (în decembrie 1998)
- arie specială de conservare (în martie 2011)[1][3][4]

## Biodiversitate
Situată în ecoregiunea boreală, aria protejată conține 4 habitate naturale: Pajiști cu Molinia pe soluri calcaroase, turboase sau argilos-nămoloase (Molinion caeruleae), Pajiști uscate seminaturale și facies de acoperire cu tufișuri pe substraturi calcaroase (Festuco-Brometalia) (* situri importante pentru orhidee), Mlaștini calcaroase cu Cladium mariscus și specii de Caricion davallianae, Mlaștini alcaline.
La baza desemnării sitului se află mai multe specii protejate:
- plante (1): Sisymbrium supinum
- păsări (4): chirighiță neagră (Chlidonias niger), erete de stuf (Circus aeruginosus), erete vânăt (Circus cyaneus), cresteț pestriț (Porzana porzana)